# Словообразовательная пара
Словообразова́тельная па́ра — наименьшая единица в системе словообразования, состоящая из двух однокоренных слов, связанных отношениями непосредственной словообразовательной мотивации (мотивированности). Одно из этих слов является мотивирующим (производящим), другое — мотивированным (производным).
Мотивирующие и мотивированные слова в составе словообразовательной пары отличаются друг от друга незначительными формальными и/или семантическими элементами. При сходном корне (общей мотивирующей основе) различием компонентов словообразовательной пары выступает только один словообразовательный формант (аффикс или, реже, иное словообразовательное средство), например: бежать — забежать; красивый — красота; хохотать — хохот.
Мотивирующие и мотивированные слова не составляют словообразовательную пару, если синхронная мотивированность (производность) между ними отсутствует. Например, диахронически связанные отношениями мотивированности слова двор и дворец, в современном русском языке такие отношения утратили и в синхронном плане уже не объединяются в пару. Мотивированное слово словообразовательной пары должно быть непосредственно выводимо из мотивирующего. Например, в паре переходить — переход слово переход непосредственно выводится из слова переходить (отличается от него на один словообразовательный формант), поэтому данная пара считается словообразовательной, а в паре переходить — уход, несмотря на то, что оба слова однокоренные и связаны отношениями мотивированности, слово уход не может быть выведено из слова переходить напрямую — оно выводится только через одну ступень — слово переход, поэтому пара переходить — уход не является словообразовательной.
Словообразовательная пара является частью таких единиц словообразования более высокого порядка, как словообразовательная цепочка (словообразовательная пара при этом считается цепочкой минимальной длины) и словообразовательное гнездо (словообразовательная пара при этом рассматривается как простейшее гнездо — микрогнездо).